# Сторонский, Николай Николаевич
Никола́й Никола́евич Сторо́нский (род. 21 июля 1984, Долгопрудный, Московская область) — российский и британский предприниматель и финансист.
Основатель и генеральный директор финтех-компании Revolut.

## Биография
Родился 21 июля 1984 года в подмосковном Долгопрудном, окончил физико-математическую школу. В 2001 году поступил на факультет общей и прикладной физики МФТИ, а в 2006 году — на магистерскую программу по экономике в Российскую экономическую школу. Получил оба диплома в 2007 году.
В 2006 году Сторонского пригласили на стажировку в банк Lehman Brothers в Лондоне, где он проработал трейдером вплоть до банкротства банка в 2008 году. После этого команду трейдеров перекупил крупнейший японский брокерский дом Nomura, но через месяц работы в нём Сторонский перешёл в Credit Suisse, где проработал следующие пять лет.

### Revolut
Сторонский задумал Revolut в 2014 году. Первой его идеей была мультивалютная банковская карта, которая позволяла бы конвертировать валюту в путешествиях по выгодному курсу. Первым инвестором проекта был сам Сторонский, вложивший около 300 000 £ собственных накоплений. Спустя несколько месяцев предприниматель позвал в стартап бывшего разработчика Deutsche Bank Влада Яценко, который стал техническим директором. Первый прототип Revolut был готов в начале 2015 года, а в июле 2015-го приложение заработало полноценно. Почти сразу после запуска в 2015 году Revolut попытался выйти на российский рынок, но столкнулся с проблемой: за пополнение c российских карт сервису приходилось доплачивать 2 % за транзакцию. Осенью 2016 года сервис объявил, что уходит из России. В апреле 2018-го оценка Revolut выросла до 1,7 млрд $. В феврале 2020 года оценка Revolut поднялась до 6 млрд $.

## Состояние
В 2019 году вошёл в российский список «Форбс», заняв 199-е место с состоянием 0,5 млрд долл. В 2020 году его доля в Revolut (около 30 %) была оценена российским Форбсом в 1,65 млрд долл. В 2022 году Сторонский занял 16-е место в списке Forbes, его состояние было оценено в $7,1 млрд.

## Личная жизнь
Отец — Николай Миронович Сторонский, кандидат физико-математических наук, топ-менеджер «Газпрома», с декабря 2019 года занимает должность гендиректора АО «Газпром промгаз».
Женат, воспитывает двоих детей.
С 2022 года имеет гражданство Великобритании, проживает в Лондоне. В октябре 2022 года стало известно, что Сторонский отказался от российского гражданства.